# Elizabeth Felton, Condessa de Bristol
Elizabeth Felton, também conhecida como Elizabeth Hervey (18 de dezembro de 1676 — St. James's Park, 1 de maio de 1741) foi uma nobre britânica. Ela foi condessa de Bristol pelo seu casamento com John Hervey, 1.º Conde de Bristol.

## Família
Elizabeth era a única filha de Sir Thomas Felton, 4.º baronete Felton de Playford Hall e de Elizabeth Howard. Seus avós paternos eram Sir Henry Felton, 2.º baronete e membro do Parlamento, e Susannah Tollemache. Seus avós maternos eram James Howard, 3.º Conde de Suffolk e Barbara Villiers, filha de Sir Edward Villiers, membro do Parlamento.

## Biografia
Em 1691, Elizabeth reivindicou, sem sucesso, o título pendente de baronesa Howard de Walden. Seu avô materno, James Howard, tinha sido o último barão, que morreu sem deixar herdeiros homens.

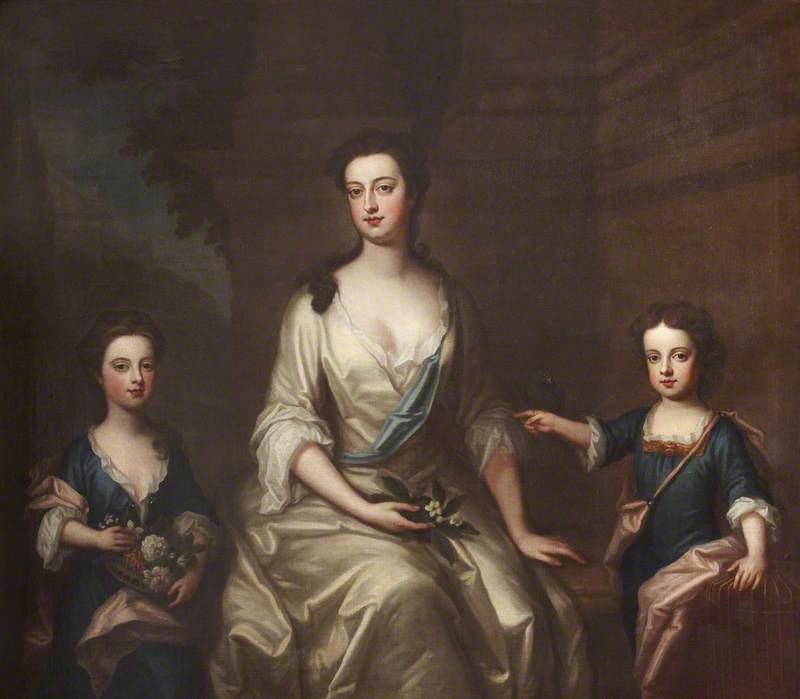
Elizabeth com dois de seus filhos, Charles e Henrietta. Pintura por Charles d'Agar, em Ickworth House.

No dia 25 de julho de 1695, aos dezoito anos de idade, Elizabeth casou-se com John Hervey, de vinte e nove anos, em Boxted Hall, em Suffolk. John era filho de Sir Thomas Hervey de Ickworth e de Isabella May.
Assim, Elizabeth se tornou a madrasta de três filhos do primeiro casamento de seu marido com Isabella Carr, que morreu em 1692 ou em 1693.
Em 23 de março de 1702 ou 1703, ela tornou-se senhora Hervey de Ickworth. Em 19 de outubro de 1714, recebeu o título de condessa de Bristol após a criação do título para o marido.
De 1718 a 1737, a condessa ocupou a posição na corte real de Lady of the Bedchamber, um tipo de dama de companhia, da rainha Carolina de Ansbach, esposa do rei Jorge II da Grã-Bretanha.
A condessa faleceu em 1 de maio de 1741, aos sessenta e quatro anos, em St. James's Park, em Londres. Foi enterrada em Ickworth, em Suffolk.

## Descendência
O casal teve dezessete filhos. Os quatro primeiros não receberam nome:
- John Hervey, 2.º Barão Hervey de Ickworth (15 de outubro de 1696 - 5 de agosto de 1743), foi um membro do Parlamento. Foi apontado Conselheiro Privado em 1730. Sua esposa foi Mary Lepell, com quem teve cinco filhos;
- Elizabeth Hervey (9 de dezembro de 1697 - setembro de 1727), foi esposa de Bussy Mansell, 4.º Barão Mansell de Margam. Sem descendência;
- Thomas Hervey (20 de janeiro de 1698/99 - janeiro de 1775), casado com Anne Coghlan, com quem teve um filho;
- William Hervey (25 de dezembro de 1699 - 1776), capitão da Marinha Real. Foi marido de Elizabeth Ridge, com quem teve uma filha;
- Henry Hervey-Aston (n. 25 de janeiro de 1700/01), um reverendo. Foi marido de Catharine Aston, com quem teve dois filhos;
- Charles Hervey (1703 - 20 de março de 1783), reverendo e prebenda de Ely. Foi casado com Maria Martha Howard. Sem descendência;
- Henrietta Hervey (1703 - 1712);
- Anne Hervey (1707 - 1771), não se casou e nem teve filhos;
- Barbara Hervey (1709 - 1727), não se casou e nem teve filhos;
- Felton Hervey (n. e m. 1710);
- Felton Hervey (12 de fevereiro de 1711/12 - 18 de agosto de 1773), foi casado com Dorothy Ashley, com quem teve filhos;
- Louisa Caroline Hervey (1715 - 1770), não se casou e nem teve filhos;
- Henrietta Hervey (1716 - 1732), não se casou e nem teve filhos.